# Pologrupa
|               | Asociativita | Neutrální prvek | Inverzní prvek | Komutativita |
| ------------- | ------------ | --------------- | -------------- | ------------ |
| Abelova grupa | Ano          | Ano             | Ano            | Ano          |
| Grupa         | Ano          | Ano             | Ano            | Ne           |
| Monoid        | Ano          | Ano             | Ne             | Ne           |
| Pologrupa     | Ano          | Ne              | Ne             | Ne           |
| Lupa          | Ne           | Ano             | Ano            | Ne           |
| Kvazigrupa    | Ne           | Ne              | Ano            | Ne           |
| Grupoid       | Ne           | Ne              | Ne             | Ne           |

Schéma vztahů mezi algebraickými strukturami. Výchozí je grupoid (anglicky magma) s jednou uzavřenou operací. Přidáváním dalších podmínek vznikají např. pologrupa (semigroup) a kvazigrupa (quasigroup).

V algebře je pologrupa algebraická struktura s jednou asociativní binární operací. Je to tedy grupoid, jehož operace je asociativní.

## Definice
Pologrupa je grupoid (M; ·), tedy množina M s binární operací „·“ : M × M → M, a následujícím axiomem:
- Asociativita: ∀ x, y, z ∈ M: (x·y)·z = x·(y·z)

Někdy se uvádí i následující axiom plynoucí však z definice binární operace.
- ∀ (x, y ∈ M) x·y ∈ M

Pologrupa s neutrálním prvkem je monoid.
Každá grupa, abelovská grupa a monoid je zároveň pologrupou.

## Příklady
- Každá podmnožina pologrupy uzavřená na danou operaci
- Přirozená čísla tvoří pologrupu jak k operaci sčítání, tak i násobení.